# Liste der Bodendenkmäler in Warmensteinach
Auf dieser Seite sind die Bodendenkmäler in der oberfränkischen Gemeinde Warmensteinach zusammengestellt. Diese Tabelle ist eine Teilliste der Liste der Bodendenkmäler in Bayern. Grundlage ist die Bayerische Denkmalliste, die auf Basis des Bayerischen Denkmalschutzgesetzes vom 1. Oktober 1973 erstmals erstellt wurde und seither durch das Bayerische Landesamt für Denkmalpflege geführt wird. Die folgenden Angaben ersetzen nicht die rechtsverbindliche Auskunft der Denkmalschutzbehörde.

## Bodendenkmäler der Gemeinde Warmensteinach

### Bodendenkmäler in der Gemarkung Oberwarmensteinach
| Lage                          | Objekt | Akten-Nr.     | Bild |
| ----------------------------- | --- | ------------- | ---- |
| Oberwarmensteinach (Standort) | Archäologische Befunde und untertägige Teile der frühneuzeitlichen Katholischen Kirche von Oberwarmensteinach mit Kirchhof. | D-4-5936-0034 |      |
| Oberwarmensteinach (Standort) | Archäologische Befunde im Bereich eines Stollenmundlochs des Mittelalters und der frühen Neuzeit.                           | D-4-5936-0035 |      |
| Oberwarmensteinach (Standort) | Stollenreste und weitere Bergbauspuren des späten Mittelalters und der frühen Neuzeit.                                      | D-4-6036-0034 |      |

### Bodendenkmäler in der Gemarkung Warmensteinacher Forst-Nord
| Lage                                   | Objekt                                                                                  | Akten-Nr.     | Bild |
| -------------------------------------- | --------------------------------------------------------------------------------------- | ------------- | ---- |
| Warmensteinacher Forst-Nord (Standort) | Pingenfelder des späten Mittelalters und der frühen Neuzeit.                            | D-4-5936-0036 |      |
| Warmensteinacher Forst-Nord (Standort) | Tagschacht eines Stollens des späten Mittelalters oder der frühen Neuzeit.              | D-4-5936-0037 |      |
| Warmensteinacher Forst-Nord (Standort) | Stollen mit Stollenmundloch vermutlich des späten Mittelalters oder der frühen Neuzeit. | D-4-5936-0038 |      |

### Bodendenkmäler in der Gemarkung Warmensteinacher Forst-Süd
| Lage                                  | Objekt | Akten-Nr.     | Bild |
| ------------------------------------- | --- | ------------- | ---- |
| Warmensteinacher Forst-Süd (Standort) | Archäologische Befunde und untertägige Teile der mittelalterlichen Burgruine Wurzstein. Siehe auch: Burgruine Wurzstein | D-4-6036-0003 |      |

### Bodendenkmäler in der Gemarkung Warmensteinach
| Lage                      | Objekt | Akten-Nr.     | Bild |
| ------------------------- | --- | ------------- | ---- |
| Warmensteinach (Standort) | Eisenhammerwerk der frühen Neuzeit. | D-4-5936-0020 |      |
| Warmensteinach (Standort) | Hohlweg vermutlich des Mittelalters und der frühen Neuzeit.                                                                              | D-4-6036-0031 |      |
| Warmensteinach (Standort) | Archäologische Befunde und untertägige Teile der frühneuzeitlichen Evangelisch-Lutherischen Pfarrkirche von Warmensteinach mit Kirchhof. | D-4-6036-0033 |      |